# José Darío Salazar
José Darío Salazar Cruz (Popayán, 16 de agosto de 1956) es un abogado y político colombiano.
Es miembro del Partido Conservador y ha sido elegido por elección popular para integrar el Senado y la Cámara de Representantes de Colombia.

## Carrera profesional
Salazar Cruz es graduado como abogado en la Universidad del Cauca, es especialista en Derecho Comercial (Pontificia Universidad Javeriana) y Derecho Público (Universidad Externado de Colombia). Se inició en política en las juventudes del Partido Conservador, llegando a ser elegido Representante a la Cámara por el Cauca en 1990. Fue reelecto en 1991, 1994 y 1998. En 2002 consiguió un escaño en el Senado de la República, siendo reelecto en 2006; ha sido miembro de la Comisión Tercera, de asuntos económicos, y de la Primera, de asuntos constitucionales; entre 2007 y 2008 fue vocero de su partido en el Senado y desde 2008 hace parte del Directorio Nacional Conservador.

## Congresista de Colombia
En las elecciones legislativas de Colombia de 2002, Salazar Cruz fue elegido senador de la república de Colombia con un total de 85.713 votos. Luego en las elecciones legislativas de Colombia de 2006 y 2010, Salazar Cruz fue reelegido senador con un total de 44.526 y 50.402 votos respectivamente.
En las elecciones legislativas de Colombia de 1990, Salazar Cruz fue elegido miembro de la Cámara de Representantes de Colombia. Posteriormente en las elecciones legislativas de Colombia de 1991, 1994 y 1998, Salazar Cruz fue reelecto miembro de la Cámara.

### Iniciativas
Salazar Cruz participó en las siguientes iniciativas desde el congreso:

- Exalta la memoria del doctor Benjamín Iragorri Díez.[5]
- Rendir homenaje a la memoria del honorable excongresista doctor Guillermo Angúlo Gómez.[6]
- Derogar el impuesto a los propietarios de inmuebles [Ley 178 de 1959 y la Ley 980 de 2005 - Cedelca] (Archivado).[7]
- Adicionar impuestos de espectáculos públicos e impuestos sobre ventas.[8]
- Castigar conductas de hurto agravado, hurto de automotores y partes esenciales y se reajustan penas para conductas graves contra el patrimonio económico (Archivado).[9]
- Modificar el artículo 339 de la Constitución Política de Colombia, agregando al contenido de los Planes Nacionales y Territoriales de Desarrollo orientaciones y estrategias específicas de lucha contra la Pobreza (Archivado).[10]
- Modificar los numerales 8 y 9 del artículo 135 y adicionar un numeral a los artículos 300 y 313 de la Constitución Política de Colombia -moción de censura- (Aprobado).[11]
- Dictar normas relativas a la administración, fabricación, transformación, explotación y comercialización de las sales que se producen en las salinas de zipaquirá (Retirado).[12]

## Carrera política
Su trayectoria política se ha identificado por:

### Partidos políticos
A lo largo de su carrera ha representado los siguientes partidos:
| Partido político     | Fecha Inicio        | Fecha Fin           |
| Partido Conservador  | 20 de julio de 2004 |                     |
| Movimiento Unionista | 20 de julio de 2002 | 19 de julio de 2004 |
| Partido Conservador  | 20 de julio de 1998 | 19 de julio de 2002 |

### Cargos públicos
Entre los cargos públicos ocupados por José Darío Salazar Cruz, se identifican:
| Cargo público             | Partido político    | Fecha Inicio        | Fecha Fin           |
| Senador de la República   | Partido Conservador | 20 de julio de 2002 | 19 de julio de 2014 |
| Representante a la Cámara | Partido Conservador | 20 de julio de 1998 | 19 de julio de 2002 |
| Representante a la Cámara | Partido Conservador | 20 de julio de 1994 | 19 de julio de 1998 |